# Peugeot 205 Turbo 16
Peugeot 205 Turbo 16 är en rallybil, tillverkad av den franska biltillverkaren Peugeot mellan 1984 och 1986. 

## Bakgrund
205-modellen hade blivit en välbehövlig succé för Peugeot efter en besvärlig tid i slutet av 1970-talet. När företaget gjorde en storsatsning på rally-VM med en grupp B-bil modellerades karossen efter den framgångsrika småbilen, men utöver namnet hade de inte mycket gemensamt.

## Utveckling
Efter Audis framgångar med den fyrhjulsdrivna Ur-Quattron var det självklart att den nya bilen skulle ha fyrhjulsdrift. Men FIA:s grupp B-reglemente krävde inte så mycket mer än att bilen byggdes i 200 exemplar och öppnade för fler radikala lösningar än så. Peugeot byggde ett lätt rörramschassi som kläddes i en kaross av kompositmaterial. Motorn placerades mitt i bilen och kraftfördelningen mellan fram- och bakaxel var justerbar för olika underlag. Motorn hade turboladdning och gav i landsvägsversionen 200 hk. Rallybilen hade 350 hk när godkändes för tävlingsbruk den 1 april 1984.
Utvecklingen gick fort under grupp B-eran och när Evo 2-versionen introducerades våren 1985 närmade sig motoreffekten 450 hk.

## Tekniska data
| Tekniska data               | 205 Turbo 16                                           | 205 Turbo 16 Evo 2                                     |
| --------------------------- | ------------------------------------------------------ | ------------------------------------------------------ |
| Motor:                      | Mittmonterad tvärställd 4-cylindrig radmotor med turbo | Mittmonterad tvärställd 4-cylindrig radmotor med turbo |
| Cylindervolym:              | 1775 cm³                                               | 1775 cm³                                               |
| Borrning x slaglängd:       | 83,0 x 82,0 mm                                         | 83,0 x 82,0 mm                                         |
| Max effekt vid varvtal:     | 200 hk vid 6 750 v/min                                 | 430 hk vid 7 500 v/min                                 |
| Max vridmoment vid varvtal: | 260 Nm vid 4 000 v/min                                 | 500 Nm vid 5 500 v/min                                 |
| Ventilstyrning:             | Dubbla överliggande kamaxlar, 4 ventiler per cylinder  | Dubbla överliggande kamaxlar, 4 ventiler per cylinder  |
| Bränslesystem:              | Bosch bränsleinsprutning                               | Bosch bränsleinsprutning                               |
| Växellåda:                  | 5-växlad manuell                                       | 5-växlad manuell                                       |
| Hjulupphängning:            | Dubbla tvärlänkar, skruvfjädrar                        | Dubbla tvärlänkar, skruvfjädrar                        |
| Bromsar:                    | Ventilerade skivbromsar                                | Ventilerade skivbromsar                                |
| Chassi & kaross:            | Fackverksram med kompositkaross                        | Fackverksram med kompositkaross                        |
| Hjulbas:                    | 2540 mm                                                | 2540 mm                                                |
| LxBxH:                      | 3825 x 1674 x 1410 mm                                  | 3825 x 1674 x 1410 mm                                  |
| Torrvikt:                   | 980 kg                                                 | 910 kg                                                 |

## Motorsport

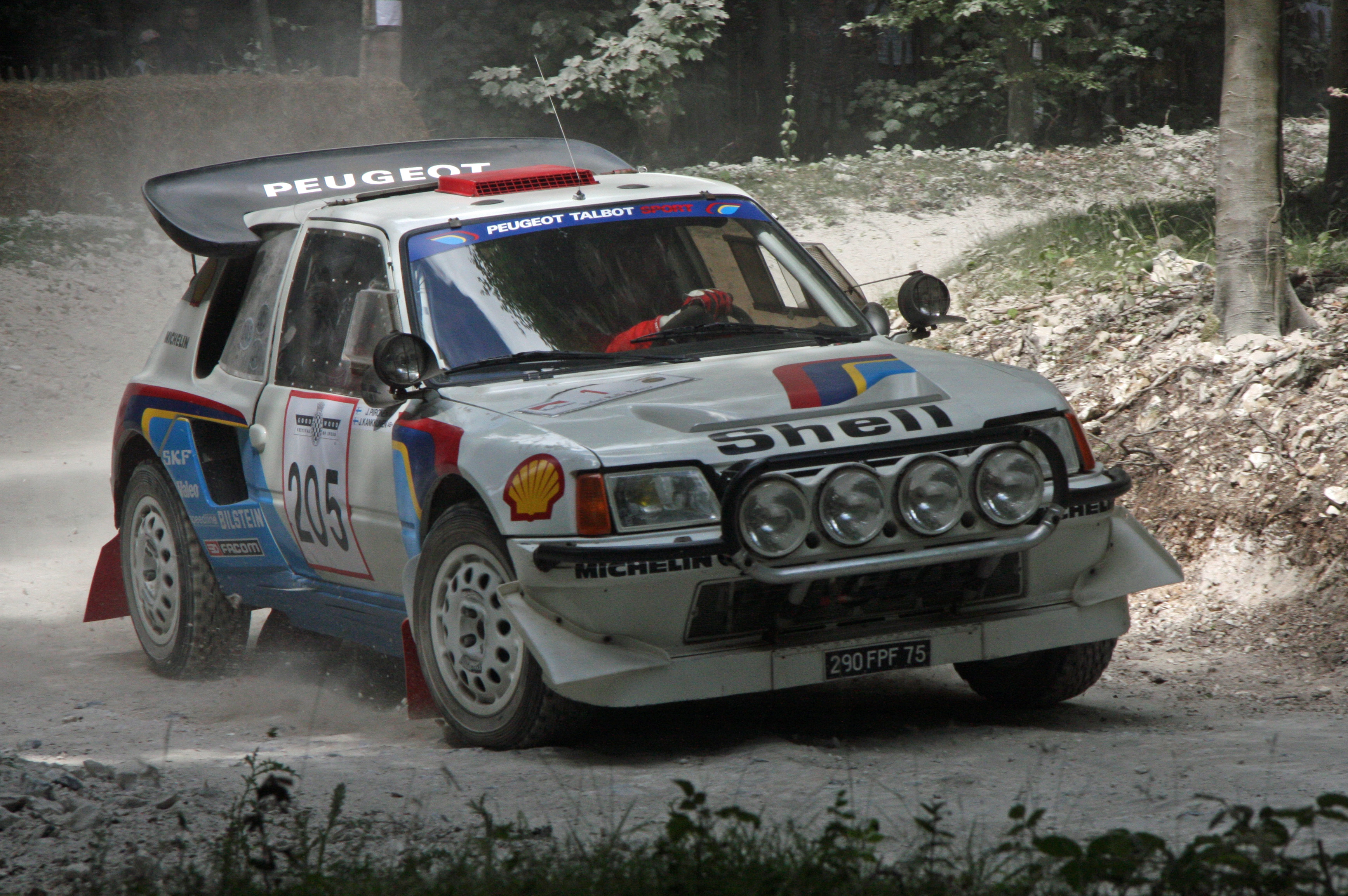

Första tävlingen för Peugeots nya rallybil blev Korsikanska rallyt 1984. Ari Vatanen visade konkurrenterna vad som väntade genom att leda rallyt ända fram till han kraschade sista dagen. I slutet av säsongen tog Vatanen tre segrar. Året därpå dominerade Peugeot. Vatanen vann två tävlingar medan Timo Salonen tog hela fem segrar. Salonen blev världsmästare och Peugeot vann märkestiteln. Även säsongen 1986 gick Peugeots väg. Salonen tog två segrar men landsmannen Juha Kankkunen vann tre lopp och blev världsmästare. Peugeot vann märkestiteln för andra året i rad.
Säsongen kom dock att överskuggas av flera olyckor och grupp B-bilarna förbjöds till 1987. Peugeot hoppade av rally-VM och satsade istället på Dakarrallyt, som stallet vann två år i rad 1987 och 1988 med 205:an.